# Чифлик (вилает Чанаккале)
Вижте пояснителната страница за други значения на Чифлик.
Чифлик или Ново село (на турски: Yenice) е село в Мала Азия, Турция, вилает Чанаккале.

## История
В XIX век Чифлик е едно от селата на малоазийските българи.
Българското население на Чифлик се изселва в България през 1914 година.